# 壬酸
壬酸是九个碳的直链羧酸，结构式CH3(CH2)7COOH。

## 性质
纯品为无色微有特殊气味的油状液体，工业品常呈淡黄色。有腐蚀性。不溶于水，溶于乙醇、乙醚和氯仿。

## 制备
1、由油酸被硝酸或臭氧氧化而得。
2、1-辛烯与合成气经羰基化得到壬醛，后者在空气作用下被氧化为壬酸。
{\displaystyle \ H_{2}C\!=\!CH(CH_{2})_{5}CH_{3}+CO+H_{2}\rightarrow CH_{3}(CH_{2})_{7}CHO}{\displaystyle \ \rightarrow CH_{3}(CH_{2})_{7}COOH}

## 用途
用作有机合成中间体，用于制取壬二酸（经氧化）、壬胺（经氨化氢化）、壬醇（经加压氢化）和壬酸酯类增塑剂等产品。
此外，壬酸在農業上可用做除草劑，對雜草幼苗的防治效果佳，且具有不受雨水淋洗而影響藥效、分解快速不易殘留等優點。